# Нові пригоди капітана Врунгеля
«Нові пригоди капітана Врунгеля» (рос. «Новые приключения капитана Врунгеля») — радянський художній фільм 1978 року, знятий Третім творчим об'єднанням на Ялтинській філії  Центральної кіностудії дитячих і юнацьких фільмів імені Максима Горького за мотивами повісті  Андрія Некрасова «Пригоди капітана Врунгеля».

## Сюжет
У середній школі № 12 міста Гурзуфа, на уроці англійської мови вчителька дала хлопцям завдання написати твір на тему «Як я провів літо» — «The summer holiday». Піонер Вася Лопотухін розкрив зошит, але думки його були далекі від уроку.
У підсумку він в своїх мріях відправляється разом з капітаном Врунгелем розслідувати таємницю Бермудського трикутника. Завдяки кмітливості і винахідливості Васі вдалося розгадати махінації банди гангстерів, які орудували в районі Бермудського трикутника. І ось Василь Іванович Лопотухін, вже відомий вчений, готується до нових експедицій, збираючись зайнятися таємницею Атлантиди…
З оригінального твору А. Некрасова «Пригоди капітана Врунгеля» у фільм потрапили тільки капітан Врунгель, помічник Лом, яхта «Біда» і окремі епізоди. У титрах значиться: «за спогадами про повість». У фільмі сатирично зображений капіталізм, його прагнення все роботизувати і механізувати.

## У ролях
- Михайло Пуговкін —  капітан Врунгель
- Зураб Капіанідзе —  помічник капітана Лом
- Сергій Мартінсон —  Сер Вант, ватажок бандитів
- Володимир Басов —  Блок Сайлент
- Савелій Крамаров —  Лютий Гаррі, агент-гангстер
- Аркадій Маркін —  Вася (Василь Іванович) Лопотухін
- Ксенія Турчан —  Катя Малахова
- Рудольф Рудін —  Серафим Наждак, репортер

## Знімальна група
- Режисер — Геннадій Васильєв
- Сценарист — Олександр Хмелик
- Оператор — Гасан Тутунов
- Композитор — Олексій Рибников
- Художник — Костянтин Загорський